# Boston Bar Indian Reserve 1A
Boston Bar Indian Reserve 1A är ett reservat i Kanada.   Det ligger i provinsen British Columbia, i den södra delen av landet, 3 400 km väster om huvudstaden Ottawa.
I omgivningarna runt Boston Bar Indian Reserve 1A växer i huvudsak barrskog. Trakten runt Boston Bar Indian Reserve 1A är nära nog obefolkad, med mindre än två invånare per kvadratkilometer.